# Lit.link
lit.link（リットリンク）は、TieUps株式会社が2021年1月に公開したSNS統合サービス。略称はリトリン。

## 概要
lit.linkは、SNS、YouTube、ECサイト等のリンクを、LINE上で編集・公開可能な無料のWEBサイト作成サービスである。
リンク形式画像、gif、テキスト、動画の埋め込みなども可能である。
アクセス解析機能として、アクセス数やクリック率等が表示されるアナリティクスβ版がある。

## 沿革
- 2020年12月：β版リリース[3]
- 2021年1月：正式リリース
- 2021年3月：月間PV1,000万を超えたことを発表[4]

## 関連サービス
- リットリンク∞カード

相手のスマートフォンにタッチするだけでlit.linkを送れるデジタル名刺。
デザインはオリジナルで作成できる。lit.linkは埋められた状態で届くため、到着後すぐに使える。
- WeClip

様々な機能のウィジェットを組み合わせて、同じ趣味を持つ仲間と楽しむカスタマイズコミュニティSNS。
企業やアーティストがファンを獲得するために利用するビジネス版もリリースされている。